# Streptocephalus kargesi
Streptocephalus kargesi é uma espécie de crustáceo da família Streptocephalidae.
É endémica do México. 